# سالامانکا (استان)
سالامانکا (Salamanca) استانی در غرب اسپانیا، در غرب بخش خودمختار کاستیا-لئون است. این استان هم‌مرز با استان‌های سامورا، وایادولید، آبیلا، کاسرس و کشور پرتغال است.
مرکز استان شهر سالامانکا است. ۳۵۳٬۱۱۰ نفر (۲۰۰۶) در سالامانکا زندگی می‌کنند که از این میان ۴۵٪ در شهر سالامانکا ساکن هستند. استان ۳۶۲ دهستان دارد که بیش از نیمی از آنها کمتر از ۳۰۰ نفر جمعیت دارند.
مساحت استان 12,058 کیلومتر مربع است 
زبان لئونی هنوز در دهات شمال‌غرب این استان تکلم می‌شود، اما این زبان به شدت در خطر نابودی است.